# Константин Юрьев
Константин Юрьев — воевода в Вятской республике. В 1471 году руководил походом вятчан на Сарай-Берке.

## Биография

### Поход на Сарай
Летом 1471 года руководил походом вятчан на город Сарай-Берке. Целью похода являлась упреждающий удар по Золотой орде, намеревавшейся помочь Новгородской республике в Московско-Новгородской войне. Юрьев собрал небольшой отряд вятчан и, воспользовавшись перемирием с Казанским ханством, спустился с ним в вниз по Вятке, Каме и Волге. Отряду удалось незаметно проплыть мимо ордынских сторожевых отрядов и внезапно ворваться в город. Сарай тогда не был укреплён, а большая часть мужского населения, включая хана Ахмата, кочевала на летних пастбищах. Вятчанам удалось перебить стражу и разграбить город. Ахмат, узнав об этом, снарядил погоню, которая настигла вятчан и преградила им путь своими судами. Но рать, под руководством Юрьева, пробилась сквозь них и ушла от погони. Попытка перехвата в устье Камы также потерпела неудачу. По итогу поход завершился успехом. Из-за этого Константин Юрьев сильно возвысился в Вятской республике и стал главой про-московской группировки, выступавшей за объединение с Московским княжеством.

### Побег в Москву
В 80-х года XV века власть в Вятской республике переходит к сторонниками независимости от Москвы. Воеводами становятся Иван Аникиев, Павел Богодайщиков и Пахомий Лазарев. Они выгоняют московского наместника, а в 1486 году начинают поход на великокняжеские владения в Устюжской земле, тем самым объявив войну Москве. Руководителем похода был назначен Константин Юрьев. Вероятно, это было сделано с целью подорвать его репутацию в глазах Ивана III. В феврале-марте вятская рать осадила крепость Осиновец и разграбила соседние волости. В мае поход было решено повторить, вятчане вновь вернулись под Осиновец. Юрьев, не желая руководить походом, сбегает вместе с сыном сначала в Устюг, а затем в Москву. Иван III выдаёт ему поместье в Звенигородском уезде, а также, узнав о настроениях среди вятчан, начинает подготовку к походу на Вятскую республику.

## Память
3 ноября 2020 года вышла книга «Воевода Костя Юрьев» за авторством В. Ф. Пономарёва. В ней в художественной форме описывается жизнь воеводы и его поход на Сарай.